# Poster

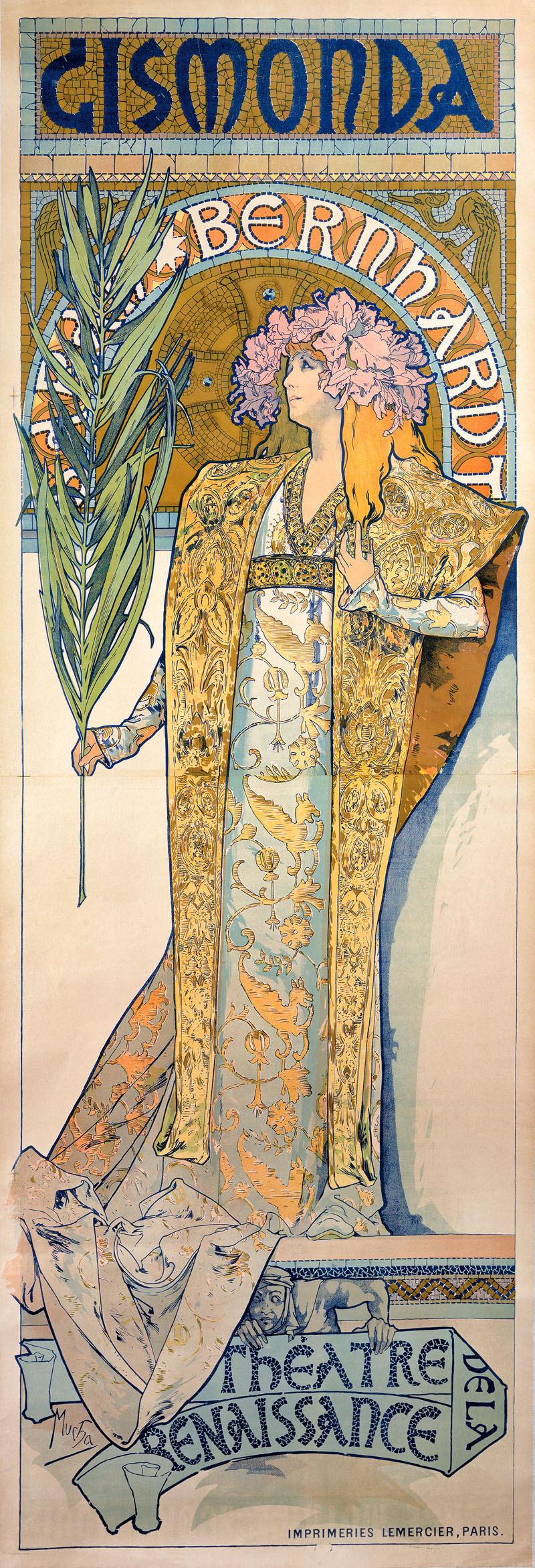
Poster von Alfons Mucha, 1894

Ein Poster (englisch poster, „Plakat“) ist ein dekorativer Druck, der meistens rahmenlos und plakatartig oder mittels eines Decoblocks an die Wand gehängt wird. Im Gegensatz zu Plakaten dienen Poster jedoch nicht der öffentlichen Informationsvermittlung. Als Kunstform sind Poster in der Folge der Pop-Art aus der Plakatkunst entstanden. Heute finden sich Poster in jeder Form und mit jedem Inhalt (so auch als Kunstdruck oder Fotokunst). Beliebte Verwendungszwecke sind die Verzierung von Innenräumen oder der Ausdruck von Nähe zu einem Thema (zum Beispiel zu einem Musiker oder zu einem Sportler), beispielsweise durch ein Fanposter. 

## Wissenschaftliches Poster
In der Wissenschaft wird eine kompakte Darstellung wissenschaftlicher Ergebnisse als Poster bezeichnet, wie sie zum Beispiel bei Tagungen oder Kongressen präsentiert wird. In der sogenannten Postersession stehen die Wissenschaftler neben ihrem Poster, um ihre Arbeit zu erläutern und mit anderen über ihre Arbeit zu diskutieren. Gegenüber anderen Formen der Präsentation auf wissenschaftlichen Konferenzen hat das Poster den geringsten Status.